# Thomas Schröer (Politiker)
Thomas Schröer (* 15. Oktober 1946 in Mülheim an der Ruhr; † 10. April 2007) war ein deutscher Lehrer und Politiker der SPD.

## Leben
Der Sohn eines Verkaufsleiters studierte nach dem Abitur 1966 Germanistik, Geschichte und Philosophie an den Universitäten in Münster, Bochum und Bonn. 1975 legte er das Erste und 1976 das Zweite Staatsexamen für das Lehramt an Höheren Schulen ab. Im Anschluss trat er als Studienrat in den Schuldienst ein und arbeitete als Gymnasiallehrer. Später war er unter anderem Aufsichtsratsmitglied der Rheinisch-Westfälischen Wasserwerksgesellschaft in Mülheim an der Ruhr.
Schröer trat 1968 der SPD bei und wurde 1972 zum Vorsitzenden der Jusos im SPD-Bezirk Niederrhein gewählt. Er war seit 1973 Vorstandsmitglied des SPD-Unterbezirks Mülheim-Ruhr und seit 1976 Vorstandsmitglied des SPD-Bezirks Niederrhein, dessen Vorstand er ab 1984 als stellvertretender Vorsitzender angehörte. Von 1999 bis 2001 war er Vorsitzender der SPD Mülheim.
Schröer war von 1975 bis 1980 sowie erneut ab 1990 Ratsmitglied der Stadt Mülheim. Von 1980 bis 1990 war er Mitglied des Deutschen Bundestages. Er wurde stets im Wahlkreis Mülheim direkt gewählt. Von 1980 bis 1983 war er Mitglied des Ausschusses für Bildung und Wissenschaft und in den folgenden Legislaturperioden Mitglied des Innenausschusses.